# Les Chiens verts du désert
Pour plus de détails, voir Fiche technique et Distribution.
Les Chiens verts du désert (titre original : Attentato ai tre grandi) est un film italo-germano-français d'Umberto Lenzi sorti en 1967.

## Synopsis
Cinq baroudeurs allemands se rendent à Casablanca avec pour mission d'assassiner Churchill, Roosevelt et Staline.

## Fiche technique
- Titre original : Attentato ai tre grandi
- Titre anglophone : Desert Commandos
- Réalisation : Umberto Lenzi
- Scénario et histoire : Umberto Lenzi
- Directeur de la photographie : Carlo Carlini
- Montage : Eugenio Alabiso
- Musique : Angelo Francesco Lavagnino
- Production : Alberto Grimaldi
- Genre : Film de guerre
- Pays de production :  Italie,  Allemagne de l'Ouest,  France
- Durée : 96 minutes (1 h 36)
- Dates de sortie :
  - Italie : 1er septembre 1967
  - Allemagne de l'Ouest : 15 mars 1968
  - France : 30 août 1968

## Distribution
- Ken Clark (VF : Edmond Bernard) : Capt. Fritz Schöller
- Horst Frank (VF : Daniel Gall) : Lt. Roland Wolf
- Jeanne Valérie (VF : Evelyn Selena) : Faddja Hassen
- Carlo Hintermann (VF : Raymond Loyer) : Sgt. Erich Huber
- Howard Ross : Willy Mainz
- Franco Fantasia : Maj. Dalio
- Hardy Reichelt (VF : Jean-Louis Maury) : Cpl. Hans Ludwig
- Fabienne Dali : Simone
- Tom Felleghy (VF : Jean-François Laley) : Col. Ross
- John Stacy : Sir Bryan
- Gianni Rizzo (VF : Pierre Marteville) : Perrier